# Chlaenius festivus
| Abb. 1: Kopf Abb. 2: Ausschnitt Unterseite, rechts Körperende | Abb. 3: Vordertarsus A: Männchen B: Weibchen Abb. 4: Ausschnitt Hinterfuß A: Länge des Enddorns der Hinterschiene B: Länge des 1. Tarsengliedes |

Chlaenius festivus ist ein Käfer aus der Familie der Laufkäfer und der Unterfamilie Chlaeniinae.
Der Gattungsname Chlaenius ist von altgr. χλαῖνα chlāīna „Mantel“ abgeleitet und nimmt auf die seidige Behaarung Bezug, die die meisten Arten der Gattung besitzen, so auch die hier beschriebene Art. Der Artname festivus (lat. festīvus, a, um) bedeutet „niedlich“.
Von den 16 europäischen Arten der Gattung Chlaenius ähneln Chlaenius spoliatus und Chlaenius velutinus der Art Chlaenius festivus sehr.

## Merkmale des Käfers
Der Käfer wird dreizehn bis sechzehn Millimeter groß. Die Oberseite ist metallisch grün, die Flügeldecken haben einen auffallenden blassgelben Seitenrand. Der Körper ist rundlicher als der von Chlaenius spoliatus. Von unten erkennt man neben dem gelben, nach unten geklappten Seitenrand der Flügeldecken noch einen dünnen gelben Streifen, da der Außenrand der Hinterleibssegmente ebenfalls gelb ist (Abb. 2).
Die Mundwerkzeuge zeigen nach vorn, die Endglieder der Kiefer- und Lippentaster sind breit abgestutzt verrundet (Abb. 1). Die Stirn zwischen den gewölbten Augen ist relativ breit, etwa viermal so breit wie ein Auge. Über den Augen sitzt nur ein Porenpunkt mit langer Borste (Supraorbitalseta, in Abb. 1 links überhaupt nicht sichtbar und rechts nur stückweise schattenhaft im dritten Viertel des Auges etwa 10° gegen die Horizontale aufsteigend). Die elfgliedrigen gelben Fühler sind fadenförmig und erst ab dem vierten Glied dichter behaart (pubeszent) und deswegen dunkler und matter erscheinend (In Abb. 1 links ist der Unterschied zwischen dem dritten und vierten Fühlerglied gut erkennbar). 
Der seitlich gerandete, herzförmige Halsschild ist vollständig goldgrün oder kupferrot und ohne gelben Rand. Er ist deutlich und mäßig dicht punktiert. Die Hinterecken sind weniger stumpf als bei Chlaenius velutinus.
Die grünen Flügeldecken sind deutlich behaart und entsprechend matt. Der Außenrand ist mit einem hellgelben breiten Streifen versehen. Dieser ist nach vorn um die kräftig ausgebildeten Schultern deutlich verschmälert (bei Chlaenius spoliatus kaum); hinten ist er einmal wenig, nicht mehrmals stufenähnlich verbreitert. Die Flügeldecken sind durch Punktreihen gestreift, auf die kurze Reihe neben dem Schildchen (Scutellarstreif) folgen acht bis neun weitere Punktreihen. Die Intervalle zwischen den Punktreihen sind alle gleich stark gewölbt und fein punktiert. Der Seitenrand der Flügeldecken ist bis etwa zur Flügeldeckenverengung untergeschlagen (Abb. 2).
Die Beine sind gelb. Die Tarsen sind fünfgliedrig. Der Dorn am Ende der Hinterschienen ist länger als das halbe erste Tarsenglied (Abb. 4). Bei den Männchen sind die hinteren drei Tarsenglieder an den Vorderbeinen viereckig erweitert (Abb. 3).

## Biologie
Der Käfer ist an feuchten Orten, bevorzugt an sumpfigen Ufern zu finden. Käfer und Larven ernähren sich räuberisch. In Ungarn breiteten sich die Populationen bei günstigen Bedingungen schnell aus und besiedelten in hoher Dichte überflutete Äcker. In einer Studie in Österreich wurde die Art in den Biotopen "Alpine Flüsse mit Myricaria germanica" und "Flüsse mit Vegetation des Ranunculion fluitanits und des Callitricho-Batrachion" verzeichnet und beide Male zu den Käferarten gezählt, die "auf mehr oder weniger vegetationslosen Alluvionen zumeist unmittelbar an der Wasseranschlagslinie" vorkommen und "auf verschiedene Korngrößen hoch spezialisiert" sind.

## Verbreitung
Die Art ist hauptsächlich im östlichen Mittelmeerraum verbreitet. In Spanien ist das Vorkommen fraglich. In Mitteleuropa kommt die Art nur im östlichen Österreich, in Mähren, der Slowakei und Ungarn vor. Nach Osten dehnt sich das Verbreitungsareal bis Kleinasien und in den Kaukasus aus.